# Guilherme-Jordão da Cerdanha
Guilherme da Cerdanha (m. 1110), apelidado Jordão após se ter rebaptizado nas águas do rio Jordão, foi conde de Berga desde 1094, da Cerdanha desde 1095 e de Trípoli desde 1105. Era filho do conde Guilherme Raimundo da Cerdanha e de Sancha, filha de Raimundo Berengário I de Barcelona.
Juntamente com o seu irmão, Guilherme herdou o condado de Berga em 1094 e o da Cerdanha no ano seguinte. Em 1096 acompanhou Raimundo de Saint Gilles, meio-irmão da sua mãe, na Primeira Cruzada. Raimundo morreu em 1105, antes da conquista da cidade de Trípoli aos muçulmanos. Guilherme usou o pretexto da ausência do filho primogénito deste, Bertrando de Toulouse, e a minoridade do segundo filho, Afonso-Jordão, para se intitular conde de Trípoli, continuando o cerco à cidade.
Poucos anos depois, Bertrando chegou à Terra Santa para assumir a herança do seu pai, deixando o condado de Toulouse ao seu meio-irmão Afonso-Jordão. Na disputa que se seguiu, Guilherme aliou-se a Tancredo da Galileia, regente do Principado de Antioquia, e em resposta Bertrando pediu a intervenção de Balduíno I de Jerusalém, rival deste poderoso príncipe.
Com a mediação do rei, que era apoiado por Balduíno de Bourcq e Joscelino de Courtenay, Bertrando e Guilherme acabaram por acordar em cada um manter o controlo das suas próprias conquistas, com o primeiro a prestar vassalagem a Balduíno I e o segundo a Tancredo (que foi também forçado a abandonar as suas pretensões sobre o condado de Edessa).
Bertrando lucrou mais com este acordo quando, com a ajuda de uma frota genovesa, tomou Trípoli pouco tempo depois, a 12 de Julho de 1109. E quando Guilherme-Jordão foi assassinado alguns meses mais tarde, tornou-se no único governante do condado.